# Celebrimbor
Celebrimbor è un personaggio di Arda, l'universo immaginario fantasy creato dallo scrittore inglese J. R. R. Tolkien. Compare con un ruolo da protagonista ne Il Silmarillion e ne Il Signore degli Anelli, e la sua storia viene approfondita nei Racconti incompiuti.
All'interno del corpus dello scrittore, Celebrimbor è un Elfo Noldo ed il più grande fabbro dell'Eregion. Fu artefice degli Anelli del Potere e ucciso da Sauron.

## Etimologia
Celebrimbor significa "pugno d'argento", dall'aggettivo celebrin, "argenteo" (che significa non già "fatto d'argento", bensì "simile all'argento per colore o per valore"), e paur (Quenya quárë), "pugno", spesso usato con il significato di "mano". La forma Quenya del nome era Telperinquar, cioè Mano d'Argento.

## Biografia
Celebrimbor era figlio di Curufin, il quinto figlio di Fëanor, che creò i Silmaril catturando la luce degli Alberi di Valinor. Durante la Prima Era, si stabilì nel Nargothrond dopo la Dagor Bragollach, ma  sconfessò le cattive azioni commesse da suo padre Curufin e da suo zio Celegorm nei confronti Lúthien, Beren e Finrod, perciò a differenza loro non fu cacciato dal Nargothrond. Sopravvissuto alla Guerra d'Ira, decise di rimanere nella Terra di Mezzo, forse a causa della profezia di Mandos o per propria libera decisione. Non avanzò mai alcuna richiesta verso i Silmaril, che erano stati la causa della rovina della Casa di Fëanor.
Durante la Seconda Era, Celebrimbor visse nel regno elfico di Eregion e diventò il miglior fabbro della sua epoca, eguagliando la maestria di suo nonno Fëanor. In questo periodo, strinse una forte amicizia con i nani di Khazad-dûm, in particolare col nano Narvi, insieme al quale creò la Porta Occidentale di Khazad-dûm. Tuttavia, divenne sempre più avido e andava alla ricerca di sempre maggiori ricchezze: egli commise quindi l'errore di prestare ascolto ai consigli di Sauron, che allora si faceva chiamare Annatar e si presentava come un emissario dei Valar di bell'aspetto e come un dispensatore di doni (Annatar significa proprio Signore dei doni) per rendere più bella la Terra di Mezzo.
(Un estratto dei discorsi rivolti da Sauron agli elfi; in Il Silmarillion, p. 362.)
Sotto la guida e le istruzioni di Sauron, Celebrimbor creò gli Anelli di Potere. Segretamente, senza che Sauron lo sapesse e ne influenzasse la creazione, forgiò anche altri Tre Anelli, che erano più belli e più potenti rispetto a tutti gli altri e che erano rimasti incontaminati dall'influsso maligno di Sauron: essi si chiamavano Vilya, Narya e Nenya, e facevano riferimento ai principali elementi di Arda, cioè l'aria, il fuoco e l'acqua. Contemporaneamente, Sauron forgiò tuttavia l'Unico Anello, che lo avrebbe reso in grado di dominare tutti gli altri Anelli e coloro che li indossavano. Quando Celebrimbor si accorse dell'esistenza dell'Unico, decise di inviare fuori dall'Eregion i Tre Anelli che aveva realizzato per ultimi: Nenya venne dato a Galadriel, mentre Vilya e Narya furono affidati a Gil-galad nel Lindon. Sauron attaccò l'Eregion e catturò Celebrimbor: egli fu costretto sotto tortura a svelare dove erano conservati gli Anelli del Potere, ma non gli rivelò dove erano nascosti Nenya, Vilya e Narya, perciò fu ucciso dallo stesso Sauron e impalato sulla soglia della casa dei fabbri.
Va specificato che Celebrimbor è divenuto il nipote di Fëanor a partire dalla seconda edizione del romanzo, pubblicata nel 1966, e che nella prima edizione la sua ascendenza non era definita: in alcune bozze risalenti al 1959, riportate nei Racconti incompiuti, egli era un Noldor di Gondolin, ed era considerato il miglior artigiano dell'epoca. Egli creò l'Elessar (una gemma che verrà portata da Eärendil e, in seguito, da Aragorn) per Galadriel, di cui era innamorato non corrisposto, giacché la Dama elfica era già sposata con Celeborn. In queste bozze, dopo essere sopravvissuto alla Guerra d'Ira, viene raccontato anche che Annatar lo indusse ad allontanare dall'Eregion Celeborn e Galadriel, che avevano intuito la sua vera natura e non si fidavano di lui, salvo poi rivolgersi nuovamente alla Dama una volta scoperto l'inganno. In una redazione del 1968, quindi successiva alla seconda edizione, Celebrimbor è invece diventato un Teleri che seguiva Celeborn e Galadriel in esilio nella Terra di Mezzo (anche Celeborn in questa redazione è diventato un Teleri), mentre in una ulteriore redazione dell'anno successivo, Celebrimbor è diventato un Sindar discendente di Daeron, ma queste due versioni sono comunemente considerate acanoniche.

### La Casa di Fëanor
|          |          | Finwë    | Finwë    | Finwë    | Finwë    | Finwë  | Finwë  |          |          | Míriel   | Míriel   | Míriel    | Míriel    | Míriel    | Míriel    |             |           | Mahtan   | Mahtan   | Mahtan   | Mahtan   | Mahtan   | Mahtan   |       |       |       |       |       |       |  |  |  |  |  |  |  |  |  |  |  |  |  |  |  |  |  |  |  |  |  |  |  |  |  |  |
|          |          | Finwë    | Finwë    | Finwë    | Finwë    | Finwë  | Finwë  |          |          | Míriel   | Míriel   | Míriel    | Míriel    | Míriel    | Míriel    |             |           | Mahtan   | Mahtan   | Mahtan   | Mahtan   | Mahtan   | Mahtan   |       |       |       |       |       |       |  |  |  |  |  |  |  |  |  |  |  |  |  |  |  |  |  |  |  |  |  |  |  |  |  |  |
|          |          |          |          |          |          |        |        |          |          |          |          |           |           |           |           |             |           |          |          |          |          |          |          |       |       |       |       |       |       |  |  |  |  |  |  |  |  |  |  |  |  |  |  |  |  |  |  |  |  |  |  |  |  |  |  |
|          |          |          |          |          |          | Fëanor | Fëanor | Fëanor   | Fëanor   | Fëanor   | Fëanor   |           |           |           |           |             |           | Nerdanel | Nerdanel | Nerdanel | Nerdanel | Nerdanel | Nerdanel |       |       |       |       |       |       |  |  |  |  |  |  |  |  |  |  |  |  |  |  |  |  |  |  |  |  |  |  |  |  |  |  |
|          |          |          |          |          |          | Fëanor | Fëanor | Fëanor   | Fëanor   | Fëanor   | Fëanor   |           |           |           |           |             |           | Nerdanel | Nerdanel | Nerdanel | Nerdanel | Nerdanel | Nerdanel |       |       |       |       |       |       |  |  |  |  |  |  |  |  |  |  |  |  |  |  |  |  |  |  |  |  |  |  |  |  |  |  |
|          |          |          |          |          |          |        |        |          |          |          |          |           |           |           |           |             |           |          |          |          |          |          |          |       |       |       |       |       |       |  |  |  |  |  |  |  |  |  |  |  |  |  |  |  |  |  |  |  |  |  |  |  |  |  |  |
|          |          |          |          |          |          |        |        |          |          |          |          |           |           |           |           |             |           |          |          |          |          |          |          |       |       |       |       |       |       |  |  |  |  |  |  |  |  |  |  |  |  |  |  |  |  |  |  |  |  |  |  |  |  |  |  |
|          |          |          |          |          |          |        |        |          |          |          |          |           |           |           |           |             |           |          |          |          |          |          |          |       |       |       |       |       |       |  |  |  |  |  |  |  |  |  |  |  |  |  |  |  |  |  |  |  |  |  |  |  |  |  |  |
| Maedhros | Maedhros | Maedhros | Maedhros | Maedhros | Maedhros |        |        | Celegorm | Celegorm | Celegorm | Celegorm | Celegorm  | Celegorm  |           |           | Curufin     | Curufin   | Curufin  | Curufin  | Curufin  | Curufin  |          |          | Amras | Amras | Amras | Amras | Amras | Amras |  |  |  |  |  |  |  |  |  |  |  |  |  |  |  |  |  |  |  |  |  |  |  |  |  |  |
| Maedhros | Maedhros | Maedhros | Maedhros | Maedhros | Maedhros |        |        | Celegorm | Celegorm | Celegorm | Celegorm | Celegorm  | Celegorm  |           |           | Curufin     | Curufin   | Curufin  | Curufin  | Curufin  | Curufin  |          |          | Amras | Amras | Amras | Amras | Amras | Amras |  |  |  |  |  |  |  |  |  |  |  |  |  |  |  |  |  |  |  |  |  |  |  |  |  |  |
|          |          |          |          | Maglor   | Maglor   | Maglor | Maglor | Maglor   | Maglor   |          |          | Caranthir | Caranthir | Caranthir | Caranthir | Caranthir   | Caranthir |          |          | Amrod    | Amrod    | Amrod    | Amrod    | Amrod | Amrod |       |       |       |       |  |  |  |  |  |  |  |  |  |  |  |  |  |  |  |  |  |  |  |  |  |  |  |  |  |  |
|          |          |          |          | Maglor   | Maglor   | Maglor | Maglor | Maglor   | Maglor   |          |          | Caranthir | Caranthir | Caranthir | Caranthir | Caranthir   | Caranthir |          |          | Amrod    | Amrod    | Amrod    | Amrod    | Amrod | Amrod |       |       |       |       |  |  |  |  |  |  |  |  |  |  |  |  |  |  |  |  |  |  |  |  |  |  |  |  |  |  |
|          |          |          |          |          |          |        |        |          |          |          |          |           |           |           |           | Celebrimbor |           |          |          |          |          |          |          |       |       |       |       |       |       |  |  |  |  |  |  |  |  |  |  |  |  |  |  |  |  |  |  |  |  |  |  |  |  |  |  |

## Altri Media

### Serie TV
In Il Signore degli Anelli - Gli Anelli del Potere, serie televisiva di Prime Video, Celebrimbor è interpretato dall'attore Charles Edwards e doppiato in italiano da Francesco Prando. Nell'ultima puntata della prima stagione viene ispirato da Halbrand (Sauron in incognito) a forgiare gli Anelli del potere. 
Nella seconda stagione, Halbrand torna nell'Eregion, assume l'identità di Annatar e riesce a convincere Celebrimbor a forgiare i sette anelli dei nani e i nove anelli degli uomini. L'elfo viene intrappolato in una visione dallo stesso Annatar non vedendo così l'attacco l'assedio dell'Eregion da parte di Adar. Una volta scoperto l'inganno e capita la vera identità del suo carceriere, il fabbro fugge dalla visione e consegna i nove anelli a Galadriel prima che cadano nelle mani dell'oscuro signore. Successivamente Sauron cattura, tortura e uccide Celebrimbor per sapere dove sono i nove; prima di morire, l'elfo predice la sconfitta del suo nemico a causa degli stessi anelli.

### Videogiochi
La Terra di Mezzo: L'ombra di Mordor e nel suo seguito La Terra di Mezzo: L'ombra della guerra, narrano una versione del personaggio non canonica:
- La Terra di Mezzo: L'ombra di Mordor, Celebrimbor è uno dei personaggi principali, doppiato in originale da Alastair Duncan e in italiano da Roberto Draghetti. Nella storia del videogioco si scopre che Sauron ha intenzione di riportarlo in vita per costruire altri Anelli del Potere. Durante il rituale, però, Celebrimbor si lega a Talion, un ramingo di Gondor a guardia del Cancello Nero, ucciso insieme alla sua famiglia dai tre Capitani Neri di Sauron. Uniti nella vendetta, Talion e Celebrimbor collaboreranno per distruggere Sauron. Nel gioco appare come uno spirito che emana una luce bianca e possiede l'abilità di esaminare e prendere possesso delle menti altrui.

- La Terra di Mezzo: L'ombra della guerra il personaggio di Celebrimbor si evolve assumendo tratti negativi in quanto si scopre che il suo intento non è fermare Sauron ma sottometterlo per usarne le legioni orchesche al fine di conquistare la Terra di Mezzo e di assumerne il controllo come Lucente Signore. La sua natura vile la si poteva intuire già nel DLC Il Lucente Signore del gioco precedente: infatti se all'inizio de L'ombra di Mordor affermava di non ricordare la sua identità una volta finito il DLC che fungeva da prequel del gioco stesso si scopriva che il principe elfico aveva sempre saputo chi fosse e che vedeva in Talion uno strumento per raggiungere un fine. Altri indizi sulla sua sete di potere li si possono evincere dai dialoghi tra lui ed il gondoriano. Alla fine però il suo piano si ritorcerà contro di lui rimanendo intrappolato dentro lo spirito di Sauron fino al giorno della sua caduta.[12][13]

### Gioco di Carte LCG
Il Segreto di Celebrimbor è un mazzo espansione del gioco di carte Il Signore degli Anelli LCG.